# 김승환 (축구 선수)
김승환(2002년 1월 12일 ~ )는 대한민국의 축구 선수이다. 포지션은 수비수이다. 현재 U리그 대신대학교 소속이다.

## 학력
- 현대고등학교 유스 졸업
- 대신대학교 재학